# Sajjan Singh di Ratlam
Sajjan Singh (Ratlam, 13 gennaio 1880 – Ratlam, 3 febbraio 1947) è stato un principe e militare indiano.
È stato Raja dal 1893 al 1921 poi maharaja di Ratlam dal 1921 al 1947.

## Biografia
Unico figlio del raja Ranjit Singh di Ratlam, Sajjan Singh gli succedette al trono all'età di 13 anni. Venne educato al Daly College di Indore ed al Mayo College di Ajmer. Prestò servizio nel corpo imperiale dei cadetti e nel frattempo regnò sotto una commissione di reggenza sino al 1898 quando raggiunse l'età  per governare autonomamente. Nel 1908 ricevette dall'amministrazione britannica in India il grado onorifico di capitano. 

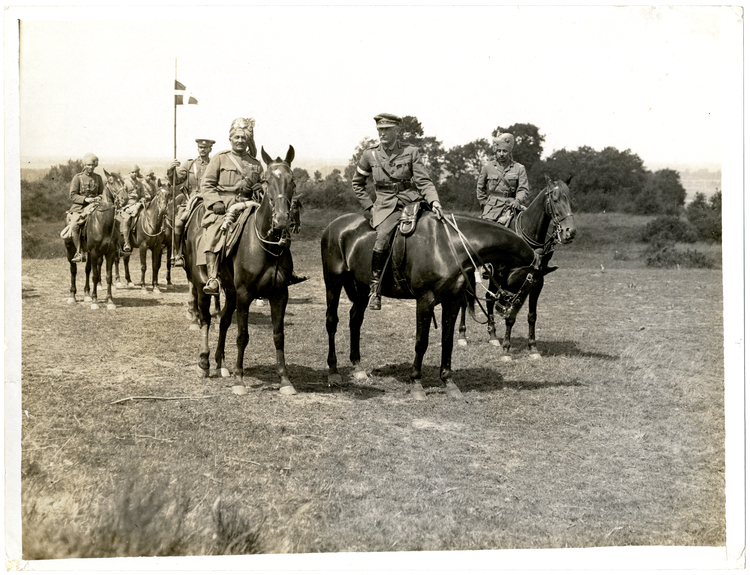
Sajjan Singh, maharaja di Ratlam, a cavallo col tenente generale Rimington e sir Partab Singh. Linghem, Francia, 28 luglio 1915

Promosso maggiore nel 1911, prestò servizio sul fronte occidentale durante la prima guerra mondiale dal 1914 al 1915. Venne menzionato nei dispacci e promosso tenente colonnello nel 1916 e colonnello nel 1918.
Nel 1918, in merito al servizio prestato in tempo di guerra, ottenne il diritto al saluto onorifico di 13 cannonate a salve nelle occasioni ufficiali, e nel 1921 ottenne il rango ereditario di maharaja, ricevendo inoltre il diritto a 15 cannonate a salve come saluto onorifico.
Dopo la guerra, Singh fu reggente dello stato di Rewa dall'ottobre del 1918 sino all'ottobre del 1922. Prestò servizio nella terza guerra anglo-afghana come aiutante di campo del comandante della 1ª divisione sulla frontiera nordoccidentale. Dal 1915 al 1936, Sajjan Singh fu aiutante di campo dell'allora principe Alberto, duca di York (futuro Giorgio VI) e del principe di Galles (futuro Edoardo VIII) quando quest'ultimo si recò in India tra il 1921 ed il 1922; fu nominato cavaliere commendatore dell'Ordine Reale Vittoriano nel 1922. Singh continuò a rimanere aiutante di campo onorario soprannumerario di Giorgio VI sino al 1947.
Sportivo, eccelse nel polo e fu membro della Indian Polo Association, nonché fu membro dei consigli del Daly e del Mayo College.
Morì il 3 febbraio 1947 e gli successe il primogenito, Lokendra Singh, che regnò per soli sei mesi prima dell'unione alla repubblica indiana.

## Matrimonio e figli
Singh si sposò cinque volte ed ebbe due figli e tre figlie dalla sua quinta moglie, la principessa Sodhabai di Nawanagar
1. Gulab Kunverba  (1923-19?), sposò Bahadur Singh, maharao di Bundi.
2. Raj Kunverba  (morto in un incendio nel 1931)
3. Lokendra Singh (9 novembre 1927 - 24 giugno 1991), ultimo maharaja di Ratlam; succedette alla morte del padre e rimase sovrano per sei mesi; morì senza eredi.
4. Chandra Kunverba  (c. 1930-c. 1950), fidanzata con Karan Singh sino al 1949, sposò Brijendra Singh Tomar, zamindar di Baler; ucciso in un incidente aereo.
5. Ranbir Singh (2 ottobre 1932 - 20 gennaio 2011), succedette al fratello maggiore come maharaja titolare il 24 giugno 1991; morì senza eredi maschi e senza nominare un suo successore, motivo per cui il ruolo di capo della casata è ad oggi disputato.

## Onorificenze

### Posizioni militari onorarie
| Forza militare      | Unità    | Posizione         | Anno |
| ------------------- | -------- | ----------------- | ---- |
| British Indian Army | Esercito | Maggiore generale | 1936 |